# Victoria (Schiff, 1519)
Die Victoria war eines von fünf Schiffen der Armada von Ferdinand Magellan, der 1519 im Auftrag der spanischen Krone in See stach, um einen westlichen Seeweg zu den Molukken zu finden. Als einziges Schiff der Armada kehrte die Victoria 1522 von Ostasien auf dem Weg durch den Indischen Ozean und um das Kap der Guten Hoffnung nach Spanien zurück und vollbrachte so die erste historisch belegte Erdumrundung.

## Aufbau

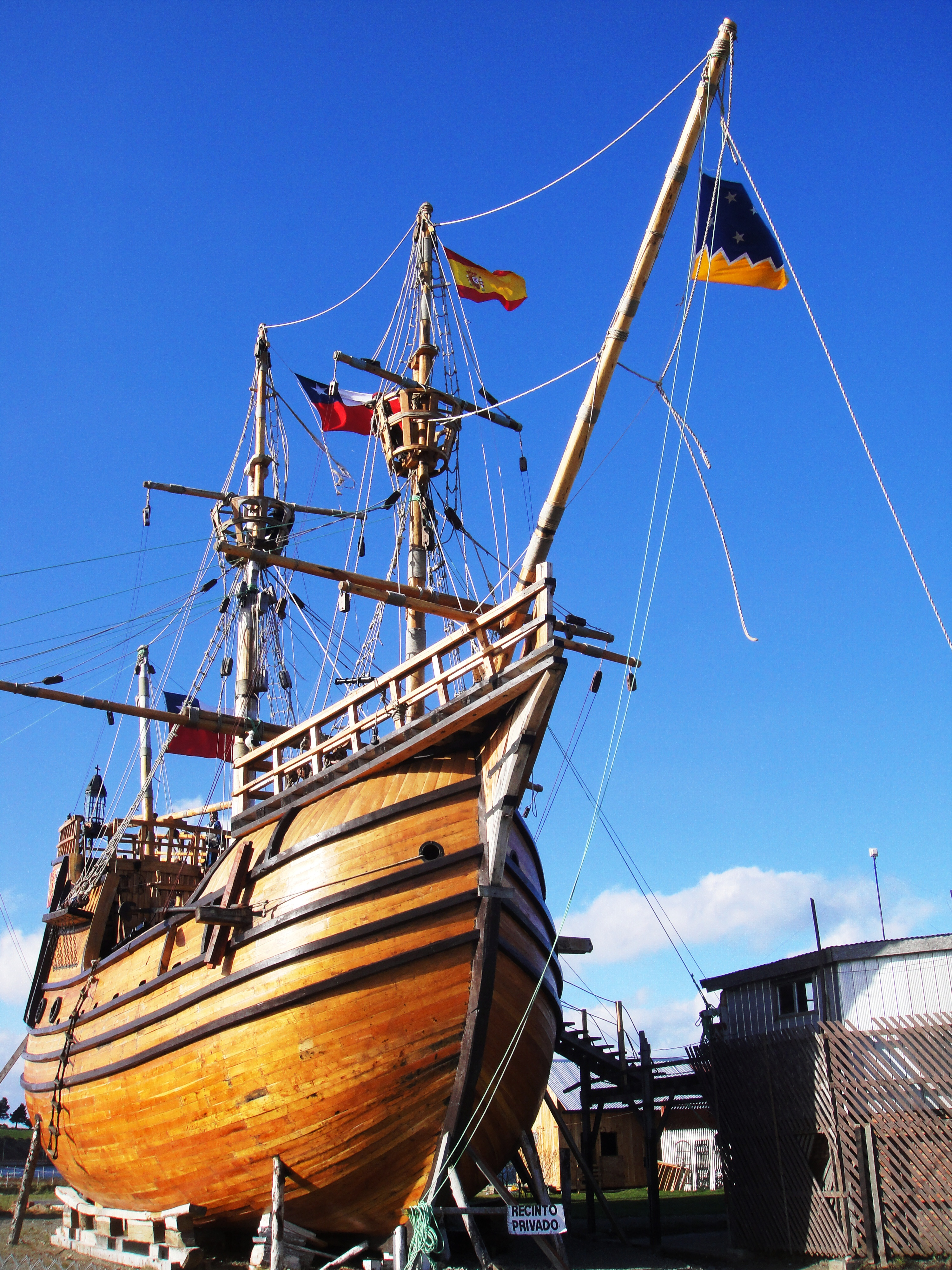
Nachbau der Victoria im Museo Nao Victoria, Punta Arenas, Chile

Die Victoria war eine Karacke bzw. Nao mit drei Masten sowie Marsstengen auf Fockmast und Großmast. Diese waren mit jeweils zwei Rahsegeln belegt, der Besanmast mit einem Lateinersegel ausgestattet. Ein weiteres Rahsegel unter dem Bugspriet (eine sogenannte „Blinde“) komplettierte die Besegelung.

## Geschichte

### Anschaffung
Die Victoria hieß ursprünglich Santa María und gehörte einer Reederfamilie aus der baskischen Hafenstadt Ondarroa. Im September 1518 ließ die spanische Regierung das Schiff, das im Hafen von Cádiz lag und bereits für eine Fahrt nach London beladen war, für Magellans Molukken-Expedition beschlagnahmen und die Vorbesitzer mit 800 Dukaten entschädigen. Über die Enteignung ist im Archiv der Notare von Sevilla ein Vertrag erhalten. Darin erklärt einer der Vorbesitzer, ein gewisser Pedro de Arismendi, dass ihm das Schiff gegen seinen Willen weggenommen worden und die als Entschädigung gezahlte Summe zu niedrig sei. Nach der Enteignung wurde das Schiff in Santa María de la Victoria umbenannt, zu Ehren eines Heiligenbildes, das damals im gleichnamigen Konvent des Paulanerordens in Triana verehrt wurde und das sich heute im Karmeliterkonvent Santa Ana, ebenfalls in Triana, befindet. Seit seiner Umbenennung wird das Schiff meistens nur mit der Kurzform Vitoria oder Victoria bezeichnet.

### Die erste Weltumsegelung
Am 20. September 1519 segelte das Geschwader von Sanlúcar de Barrameda in Spanien ab. Luis de Mendoza war der Kapitän der Victoria. Mendoza kam bei einer Meuterei am 1. April 1520 in Puerto San Julián ums Leben. Nach Magellans gewaltsamem Tod am 27. April 1521 auf der Philippineninsel Mactán übernahm zunächst der frühere Profos der Armada, Gonzálo Gómez de Espinosa, das Kommando über die Victoria. An der Nordspitze Borneos wurde das Kommando dem Bootsmann Juan Sebastián Elcano übertragen, der es bis zur Rückkehr nach Spanien innehatte. Kurz vor Ende der Reise nahmen die Portugiesen auf Santiago (Kap Verde) einen Teil der Besatzung gefangen. Hunger und Skorbut dezimierten die Mannschaft, das Schiff war in einem erbärmlichen Zustand und musste am Ende rund um die Uhr gelenzt werden. Am 6. September 1522 erreichte die Victoria Sanlúcar de Barrameda, ihren Ausgangshafen an der Mündung des Guadalquivir. Von den ursprünglich 237 Expeditionsteilnehmern erreichten lediglich 18 Europäer und vier Asiaten den heimatlichen Hafen. Die erste Weltumseglung war vollendet. Sie hatte zwei Jahre, 11 Monate und zwei Wochen gedauert und 25 Tonnen an Gewürzen (v. a. Nelke und Zimt) mit heimgebracht. Anders als oft behauptet, reichte der Erlös aus ihrem Verkauf nicht hin, um die Kosten des Unternehmens zu decken.

### Das Ende des Schiffes
Nach ihrer Rückkehr von den Molukken wurde die Victoria im Februar 1523 in Sevilla meistbietend versteigert. Den Zuschlag erhielt ein Kaufmann aus Genua, der das Schiff wieder flottmachen und 1525 für eine Atlantiküberfahrt nach Santo Domingo ausrüsten ließ. Der spanische Geschichtsschreiber Gonzalo Fernández de Oviedo y Valdés berichtet, dass die Victoria noch zwei Seereisen nach Santo Domingo unternahm, von der zweiten Reise aber nicht zurückkehrte, „so dass man nie wieder etwas von ihr oder den Leuten, die auf ihr fuhren, gehört hat“.
Im Jahre 1524 brach Juan Sebastián Elcano abermals zu den Molukken auf unter dem Oberkommando von García Jofre de Loaísa.

## Mannschaftslisten

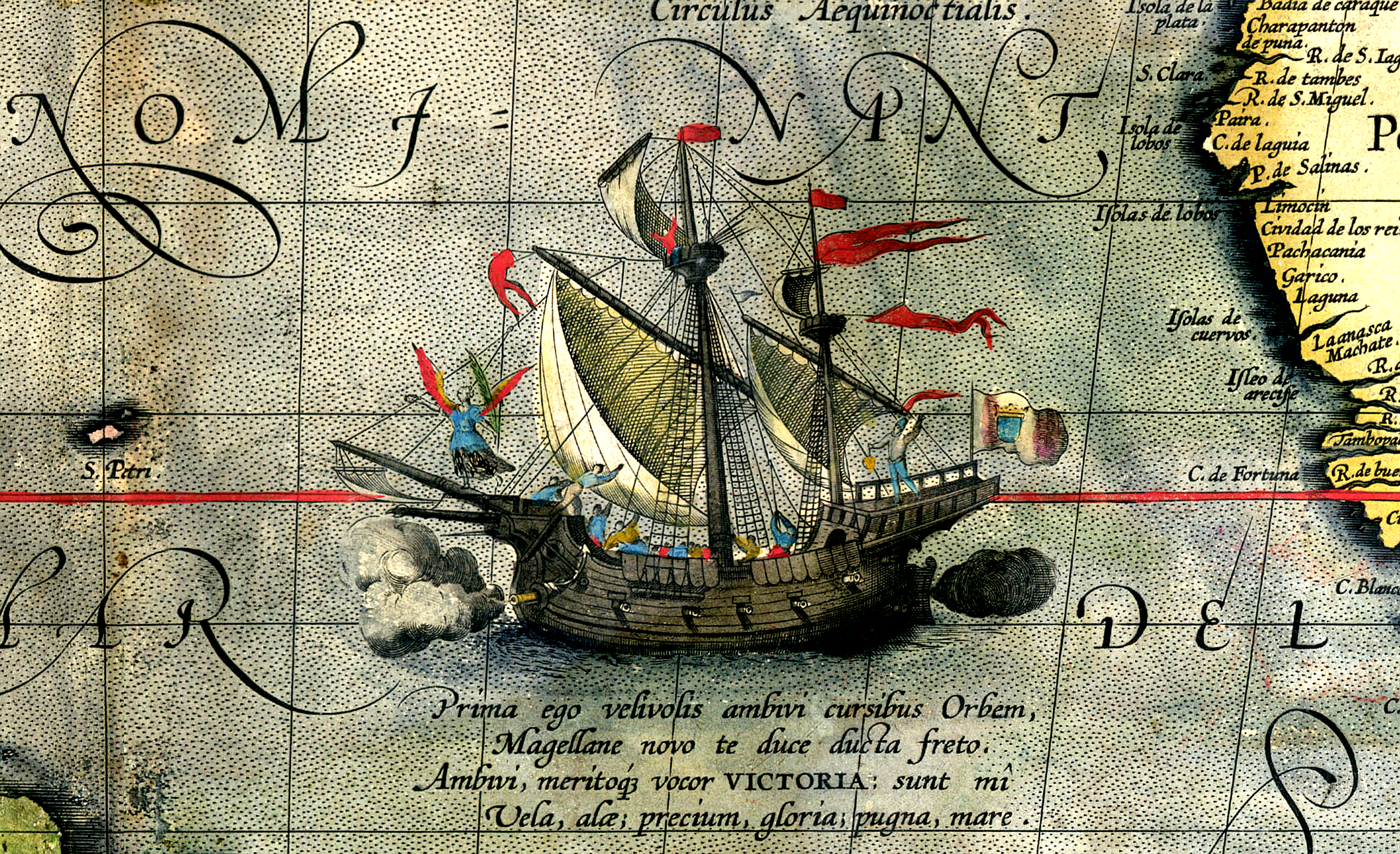
Ausschnitt aus der Karte Maris Pacifici von Abraham Ortelius (1589) mit stilisierter Zeichnung der Victoria

### Überlebende an Bord derVictoria, die am 6. September 1522 in Sanlúcar eintrafen
- Juan Sebastián Elcano, Kapitän, zuvor Schiffmeister der Concepción
- Antonio Pigafetta, Sobresaliente[7] und Verfasser einer Reisebeschreibung (Italiener)
- Juan de Acurio, zuvor Bootsmann der Concepción
- Francisco Albo, Steuermann, zuvor Bootsmann der Trinidad
- Juan de Arratia, Schiffsjunge der Victoria
- Hernando de Bustamente, zuvor Barbier der Concepción
- Diego Gallego, Matrose der Victoria
- Antón Hernández Colmenero, zuvor Matrose der Trinidad
- Vasco Gómez Gallego, zuvor Schiffsjunge der Trinidad
- Martín de Judicibus, zuvor Büttel der Concepción (Italiener)
- Nicolas Griego, Matrose der Victoria (Grieche aus Nauplia)
- Miguel de Rodas (Rhodos), Steuermann, zuvor Bootsmann der Victoria
- Francisco Rodrigues, zuvor Matrose der Concepción (Portugiese)
- Hans aus Aachen, Artillerist der Victoria (erster deutscher Weltumrunder)
- Juan Rodríguez de Huelva, zuvor Matrose der Concepción
- Miguel Sánchez de Rodas (Rhodos), Matrose der Victoria
- Juan de Santandrés, zuvor Schiffsjunge der Trinidad
- Juan de Zubileta, Page der Victoria
- drei namentlich nicht bekannte Passagiere aus Südostasien[8]

### Auf den Kapverdischen Inseln Gefangene, die später nach Spanien überführt wurden
- Martín Méndez, Schiffschreiber
- Roldan de Argote, Artillerist
- Ricarte de Normandia, Zimmermann
- Juán Martín, Sobresaliente
- Simón de Burgos, Sobresaliente
- (Maestre) Pedro, Sobresaliente
- Felipe de Rodas (Rhodos), Matrose
- Gómez Hernández, Matrose
- Ocacio Alonso, Matrose
- Pedro Tolosa, Schiffsjunge
- Pedro Chindurza, Schiffsjunge
- Vasquito Gallego, Page
- Manuel, aus Melaka gebürtiger Christ, der in Tidore an Bord gekommen war[9]

### Liste späterer Rückkehrer (Weltumrunder)
Neben der Besatzung der Victoria schafften es auch einige wenige Überlebende der Trinidad, die auf den Molukken in portugiesische Gefangenschaft geraten waren, zurück nach Europa und waren damit ebenfalls Weltumrunder. Die letzten Überlebenden der Trinidad kamen über Lissabon (Januar 1527) nach Kerkerhaft im August 1527 zurück nach Spanien:
- Gonzalo Gómez de Espinosa
- Ginés de Mafra
- Hans Barge, Deutscher (zweiter deutscher Weltumrunder, in Lissabon in Kerkerhaft verstorben)
- Leone Pancaldo aus Savona, Italiener (als blinder Passagier auf portugiesischen Schiffen zurückgekehrt)
- Juan Rodríguez (el Sordo) (1525 als erster Gefangener der Portugiesen von Kochi nach Europa verschifft, und aufgrund seines hohen Alters – er war mit 58 Jahren der älteste Teilnehmer der Expedition – nach kurzer Kerkerhaft in Lissabon freigelassen und nach Sevilla zurückgekehrt)[10]

## Namensgebung
Nach dem Schiff ist der Marskrater Victoria benannt.